# Qualea dichotoma
Qualea dichotoma là một loài thực vật có hoa trong họ Vochysiaceae. Loài này được (Mart.) Warm. ex Wille miêu tả khoa học đầu tiên năm 1882.

## Hình ảnh

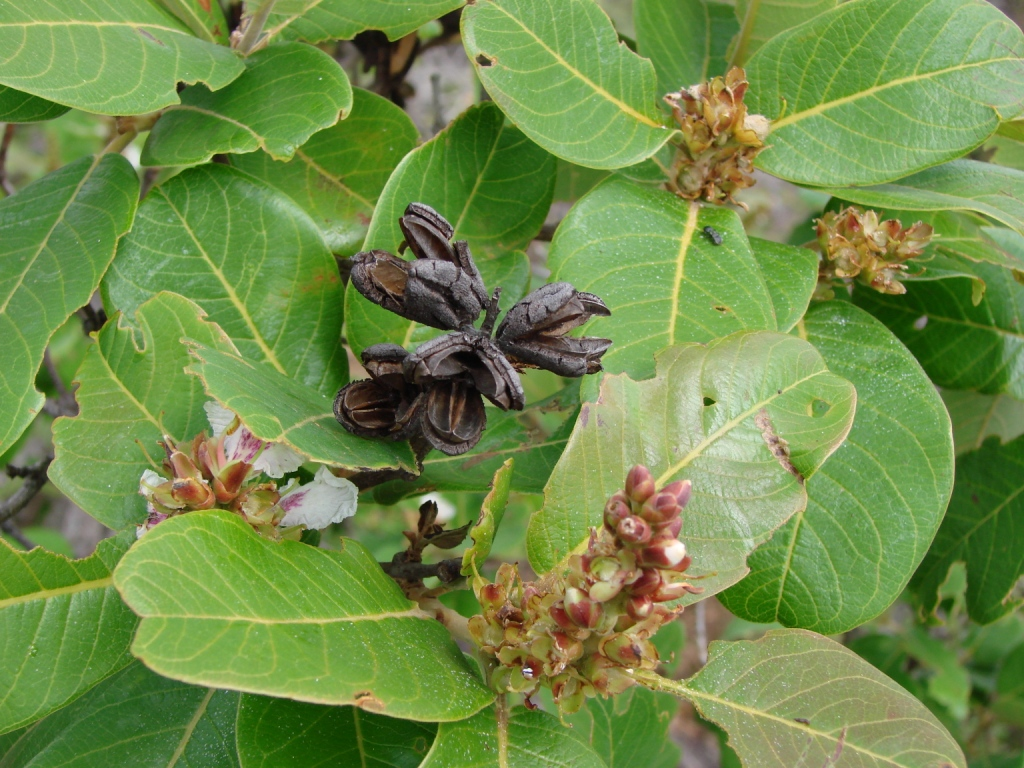
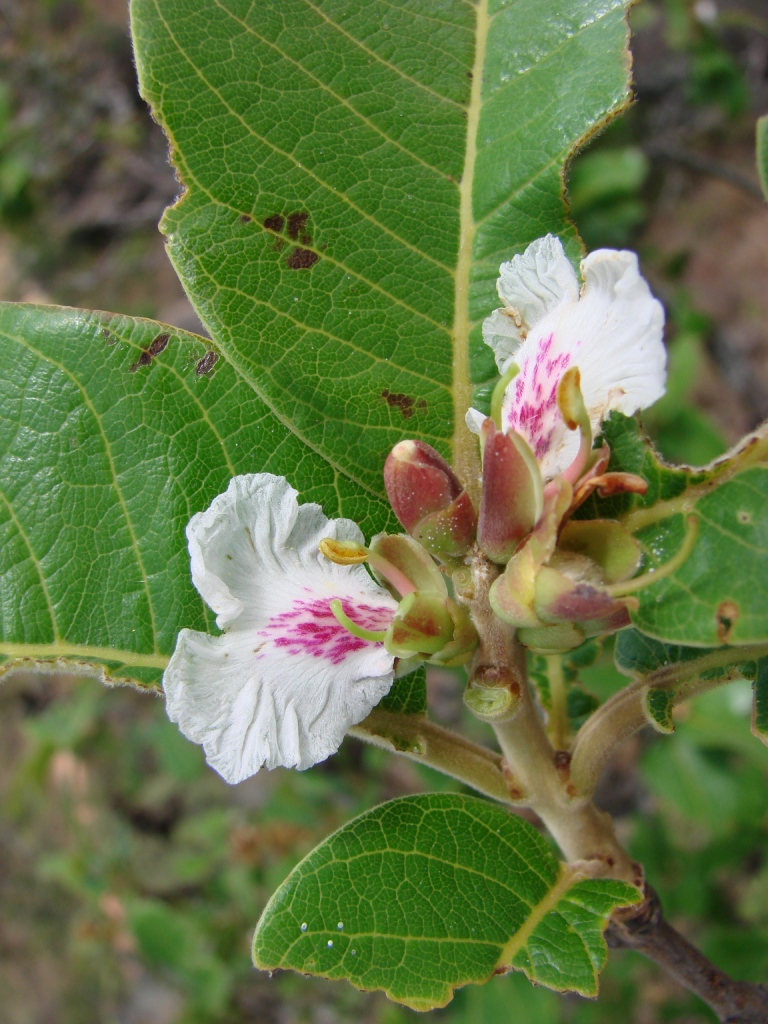